# 3526 Джефбел
3526 Джефбел (3526 Jeffbell) — астероїд головного поясу, відкритий 5 лютого 1984 року.
Тіссеранів параметр щодо Юпітера — 3,307.